# International Standard Text Code
International Standard Text Code (ISTC; pol. Międzynarodowy Standard Kodujący dla Tekstów) – system wprowadzony normą ISO w 2009 roku, zarządzany przez Międzynarodową Agencję ISTC. Numer ten obejmuje wszystkie edycje i wersje danego tekstu niezależnie od języka i formy wydania.

## Historia
W marcu 2009 roku została wydana norma  ISO 21047 Informacja i Dokumentacja – Międzynarodowy Standard Kodujący dla Tekstów (ISTC)” na podstawie której wprowadzono ISTC.

## Cele
ISTC został wprowadzony aby:
- powstał system identyfikacji dzieł tekstowych, który będzie identyfikował utwór zarówno w danym kraju, jak i poza granicami (tłumaczenia), zarówno przez wydawców jak też innych uczestników rynku wydawniczego.
- zidentyfikowanie danego utworu niezależnie pod jakimi tytułami będzie publikowany
- dbanie o prawa autorskie dzięki zidentyfikowaniu konkretnych dzieł tekstowych oraz "śledzenie ewentualnych płatności z nimi związanych"

## Utwory, którym nadaje się ISTC
- utwory prozą takie jak: powieści, komiksy, leksykony itd.[2]
- teksty piosenek[2]
- poezja[2]
- zapisy ścieżek tekstowych (scenariusze teatralne, telewizyjne itp.)[2]
- inne

## Struktura kodu
ISTC to 16 cyfr w systemie szesnastkowym, które są cyframi arabskimi od 0 do 9 i literami łacińskimi A do F.
Zawiera 4 elementy:
- rejestracyjny –  3 cyfry w układzie szesnastkowym identyfikujące Agencję Rejestracyjną ISTC, która nadała  dany numer ISTC.
- roku – 4 cyfry informujące o wieku i roku złożenia wnioseku o nadanie kodu ISTC.
- dzieła tekstowego – 8 cyfr w systemie szesnastkowym identyfikujących dane dzieło od innych utworów zarejestrowanych w danym roku przez daną Agencję Rejestracyjną.
- Cyfrę kontrolną –  do sprawdzania, że znaki wpisano poprawnie.

Przykładowy numer ISTC: ISTC 03A 2009 000C299F D.

## Organizacja
Systemem zarządza Międzynarodowa Agencja ISTC. Agencje rejestrujące ISTC:
La Société de gestion de la Banque de Titres de Langue française (BTLF) z siedzibą w Montrealu w Kanadzie
The Beijing Institute of Coding for Resources (CCR) w Chinach,
ISTC Agency CB w Holandii,
ISTC Agency Meta4Books w Belgii,
ISTC Agency Cercle de la Librairie-Electre we Francji,
MVB Marketing- und Verlagsservice des Buchhandels GmbH w Niemczech,
ISTC Agency Nielsen Book w Wielkiej Brytanii, Australii i Nowej Zelandii.